# Guerra ruso-sueca (1554-1557)
La guerra ruso-sueca de 1554-1557, considerada un preludio de la guerra de Livonia de 1558-1583, surgió a raíz de escaramuzas fronterizas entre el reino de Suecia y el Zarato ruso y finalizó cuando las partes acordaron una tregua en el Tratado de Nóvgorod (1557).

## Preludio
Las relaciones entre el reino de Suecia y el Zarato ruso eran tensas. Iván IV de Rusia no consideraba al rey sueco Gustavo I Vasa como su igual y se negó a negociar con los embajadores suecos en persona. Iván hizo que los embajadores del rey se reunieran con un gobernador de Nóvgorod, en lugar de recibirlos en el Kremlin de Moscú, como era de esperar entre iguales. El zar respondió a las protestas de Gustavo: «Preguntad a vuestros mercaderes y os dirán que los suburbios de Nóvgorod son más grandes que vuestra Estocolmo y que los gobernadores de Nóvgorod descienden de gobernantes soberanos de grandes imperios, mientras que vuestros padres vendían bueyes en un mercado hace varias décadas».
A pesar de las tensas relaciones entre los dos gobernantes, durante la mayor parte del reinado de Gustavo se mantuvo la paz, tal como se acordó en el Tratado de Nóvgorod (1537). Sin embargo, tanto los rusos como los suecos cruzaban con frecuencia la frontera para saquear.

## Guerra
En 1554, los suecos asaltaron el monasterio de Pechenga. El gobernador de Nóvgorod, Paletsky, envió a Nikita Kuzmin a Estocolmo para pedir una explicación, pero el representante ruso fue encarcelado. En respuesta, Rusia organizó un ataque con hasta 20.000 soldados en marzo de 1555. Con una fuerza inicial de 1000 hombres, Finlandia no pudo hacer frente a las tropas invasoras, pero pronto llegaron refuerzos de 3700 soldados de infantería y 250 de caballería desde Suecia. La nobleza finlandesa también había participado en la guerra contribuyendo con su caballería.
El objetivo de las tropas sueco-finlandesas era conquistar Oreshek, Korela y Koporye. El asedio de Oreshek había estado mal planeado por los suecos y fracasó ya que los rusos habían destruido las áreas que rodeaban la ciudad, y las tropas suecas tenían muy pocos suministros para poder mantener el asedio hasta que la ciudad se rindiera. Mientras el almirante Johan Brigge asediaba y bombardeaba Oreshek, los diplomáticos suecos intentaban encontrar apoyo para su causa en Livona, Polonia-Lituania e Inglaterra.
A principios de 1556, Rusia lanzó un nuevo ataque, ahora con un ejército de casi 20.000 hombres. El ataque estaba dirigido a la ciudad de Víborg (en ruso, Vyborg), y era poco probable que las tropas suecas pudieran resistir a un ejército de tal tamaño. Sin embargo, después de unos días de saqueo en el área alrededor de Víborg, las fuerzas rusas se retiraron. El motivo sigue sin estar claro, pero es posible que se debiera a una mala disciplina o a una enfermedad que se extendiera entre los soldados . Quizás nunca tuvieron el objetivo conquistar Víborg, sino solo devastar las áreas alrededor de la ciudad como una demostración de poder.

## Conclusión
Durante el verano de 1556, Suecia intentó alcanzar la paz con Rusia. Las negociaciones de paz estaban programadas para comenzar ese mismo año más adelante, y en marzo de 1557 se firmó un tratado de paz (Tratado de Nóvgorod (1557)). El tratado preservó el status quo y concedió libre paso a través de la frontera a los comerciantes de ambos países. Para concluir la paz, el arzobispo de Uppsala, el obispo de Åbo (Turku), Sten Erikson y Olof Larson llegaron a Moscú, donde vivieron en la embajada de Lituania durante varios meses y fueron convocados con frecuencia al Kremlin para discutir con el zar asuntos de doctrina religiosa.

## Resultado
El resultado exacto de la guerra ha sido objeto de debate entre los historiadores, con historiadores como Platonov Sergey Fedorovich afirmando que el tratado de paz terminó favorablemente para Rusia, mientras que otros historiadores afirman que la guerra terminó en un empate. Otros historiadores como Ulf Sundberg también han argumentado que la guerra podría haber terminado de manera inconclusa o con una victoria rusa o sueca, dependiendo de cómo se mire.